# Кужба (гак)

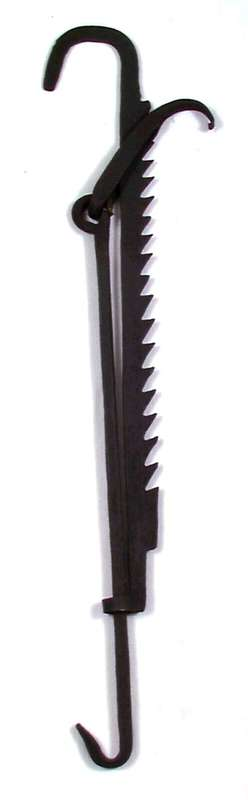
Регульований гак. Норвезький музей історії культури

Ку́жба — гак для підвішування казана над вогнем. Використовувався разом з триногою чи як складова пристрою, відомого як верклюг чи берфело. Слово кужба походить від рум. cújbă («дуга», «гак»), що має слов'янську етимологію: від серб. гужва («моток», «кільце», «мотузяна петля»), спорідненого з українським гуж.
Кужба може бути регульованою — коли вона являє собою елемент верклюга і може в цьому разі називатися ще й берфелою. Верклюг (від вертіти, пор. «вертлюг») складається з вертикальної стійки (стовпа), який обертається на підп'ятнику (каганці); до стовпа кріпиться горизонтальна дерев'яна планка (власно верклюг), у середній частині якої є отвір, через яке проходить вертикальна металева штаба з отворами, що закінчується гаком (берфела чи кужба). Висоту гака над вогнем регулюють за допомогою кілочка (чопа), який вставляється в один з отворів берфели, а обертовий стовп на підп'ятнику уможливлює повертати конструкцію.
Вважається, що перші подібні пристрої з'явилися до VI ст. до н. е. (доба Гальштатської культури), на північ від Альп, де проживали кельтські племена. Вони значно підвищили рівень приготування їжі, винайшовши залізну триногу, де регулювання висоти казана над вогнем здійснювалося за допомогою ланцюга, у кільця якого вставлявся гак, а на останній навішувався посуд з кільцями чи дужками. Ланцюг пізніше був замінений залізним стрижнем чи штабою, спорядженими зарубками. Ось як описується пристрій в «Енциклопедії» Дідро та Д'Аламбера: «залізна штаба, по довжині якої пророблені зубці чи глибокі зарубки. На одному кінці штаба має ланцюг для підвішування, паралельно до неї примикає друга штаба, верхній кінець якої може чіплятися за зубці першої, а нижній споряджений гаком. Цю конструкцію поміщають у каміни на кухнях; опускають чи підіймають гак на рівні проміжки, за допомогою зубців чи зарубок; надівають горщик з дужкою чи казан на гак, і посудина залишається таким чином над вогнем». Замість простої штаби може використовуватися основа у формі хреста, що уможливлює вішати зразу по три казанки, а також у формі лука, трикутника, серця.
Для уникнення опіків внаслідок маніпуляції з пристроєм, іноді можуть використовувати спеціальні держаки.

## Інше
- У французькій мові регульований гак для казана відомий під назвою crémaillère (від нар.-лат. cramaculus < грец. κρεμαστήρ — «що підвішує»). Через зовнішню схожість (металева рейка із зубцями) від гака отримав назву такий технічний пристрій, як кремальєра[8].
- Свято новосілля у Франції називається сполученням pendaison de crémaillère — буквально «підвішування казанового гака». Це пов'язане з тим, що гак у каміні був завершальним штрихом обладнання нової оселі.